# Concerto in "B Goode"
Albums de Chuck Berry
From St. Louie to Frisco
(1969) Back Home
(1970)
Concerto in "B Goode" est un album du guitariste, chanteur et auteur-compositeur américain Chuck Berry sorti en juin 1969 chez Mercury Records.

## Histoire
Concerto in "B Goode" se compose de cinq pistes seulement, dont la dernière occupe l'intégralité de la deuxième face. Il s'agit d'un long instrumental dont le titre est un jeu de mots entre « B », le nom anglais de la note si, et Johnny B. Goode, l'une des chansons les plus célèbres de Chuck Berry.
Cet album est le cinquième et dernier de Chuck Berry pour Mercury Records ; après sa sortie, le chanteur retourne chez son ancienne maison de disques, Chess Records.
À sa sortie, Concerto in "B Goode" est l'objet d'une critique élogieuse par Lester Bangs dans Rolling Stone : « Le Maître est de retour, et cette fois-ci avec un album digne de sa réputation. » Sur le site AllMusic, où il est noté 3/5, le critique Bruce Eder le décrit comme « une tentative de fusionner blues, rock 'n' roll et psychédélisme couronnée de succès ».

## Titres
Toutes les chansons sont écrites et composées par Chuck Berry.

### Face 1
1. Good Looking Woman – 2:16
2. My Woman – 4:50
3. It's Too Dark in There – 3:50
4. Put Her Down – 4:57

### Face 2
1. Concerto in "B Goode" – 18:40

## Musiciens
- Chuck Berry : chant, guitare
- Billy Peek : guitare, harmonica, claviers, tambourin
- Kermit Eugene Cooley : basse
- Dale Gischer : batterie